# Книжный переулок (Одесса)
Книжный переулок — улица в Одессе, в исторической части города, от Преображенской до Малой Арнаутской улицы.

## История
Первоначально — участок Старорезничной улицы.
В 1891 году на Треугольной площади, на углу Преображенской улицы и Старорезничной, архитектором Ю. М. Дмитренко для бесплатной городской читальни и двухклассного народного училища на средства Г. Маразли было возведено специальное здание («Читальня Маразли»), определившее название улицы.
Открытие библиотеки состоялось 19 февраля 1891 года.
Во время румынской оккупации (1941—1944) здание читальни было разрушено, большая часть книжного фонда погибла, но уже к 1947 году работа читальни была восстановлена.
Некоторые действия местных властей уродуют исторический облик улицы и вызывают протесты местных жителей

## Достопримечательности

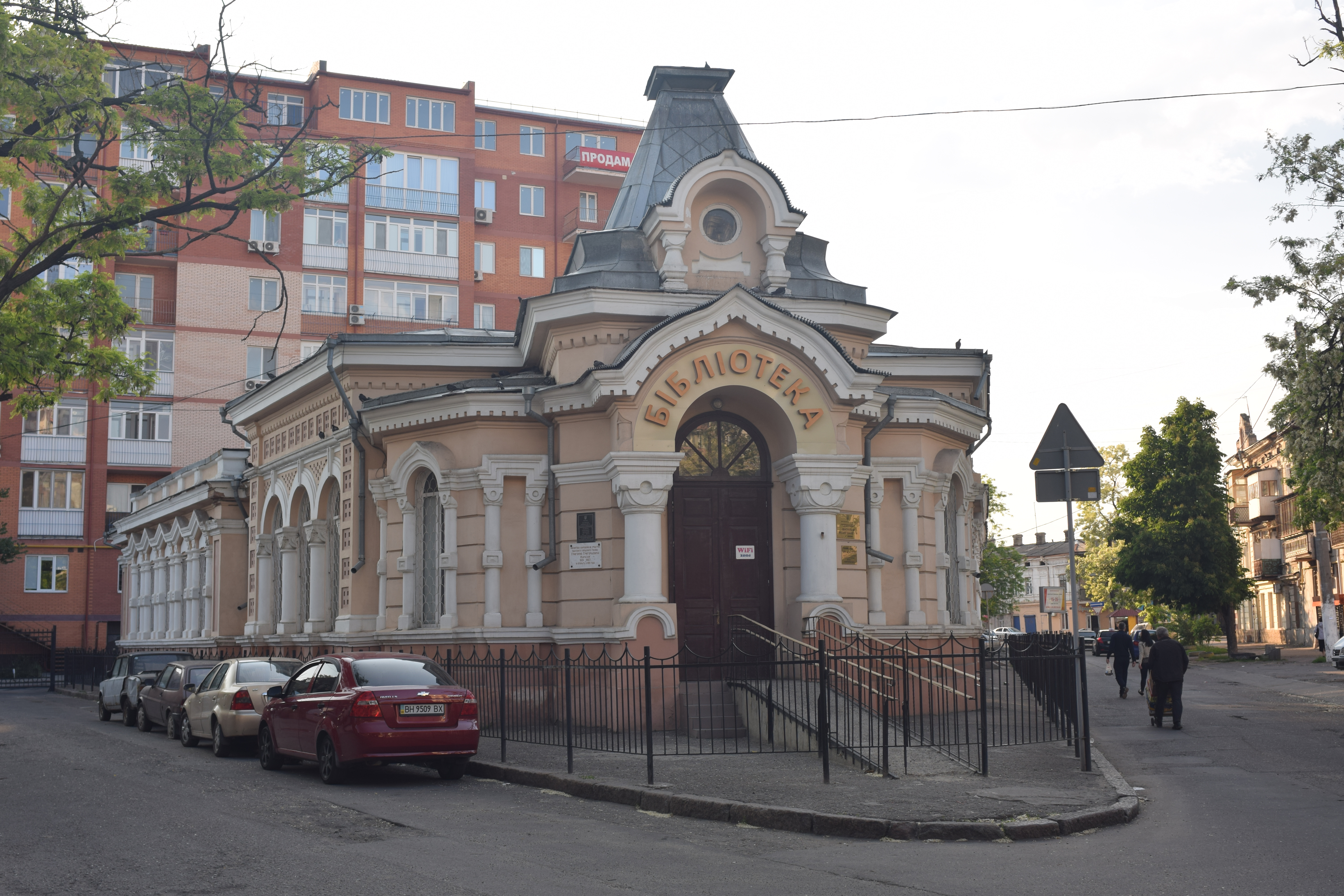
д. 1. «Читальня Маразли»

д. 1 — Центральная городская библиотека им. И. Я. Франко (бывшая народная читальня)
Эта библиотека использовалась для съемок фильма Дежа вю.